# Burnett Guffey
Burnett Guffey (Del Rio, 26 de maio de 1905 — Goleta, 30 de maio de 1985) é um diretor de fotografia estadunidense. Venceu o Oscar de melhor fotografia na edição de 1955 por From Here to Eternity e na edição de 1969 pelo filme Bonnie and Clyde.